# Egidius Le Blas
Egidius Le Blas (Brussel, 1701 – Brussel, 8 september 1768) was een Zuid-Nederlands orgelbouwer.
Hij was een leerling van Jean-Baptiste Forceville, waar hij vanaf 1728 werkzaam was.  
In 1739 had hij als zelfstandig orgelmaker een atelier in Brussel. Zijn werkgebied is niet groot: hij was vooral actief in het Brusselse en het Mechelse.
Samen met zijn Brusselse collega's en tijdgenoten Jean-Baptiste Goynaut en Joannes Smets behoorde Le Blas tot de grote Zuid-Nederlandse orgelmakers uit de rococoperiode. 
De orgelbouwers Le Blas, Jean-Baptiste Goynaut, Pieter Van Peteghem, Jean-Joseph vander Haeghen behoren allemaal tot de zogenaamde 'school van Forceville'.

## Werklijst orgels
- 1742: Berlaar
- 1744 & 1753: Brussel, Sint-Goedele
- 1745: Sint-Pieters-Leeuw
- 1752: Ninove
- 1757: Mechelen, Onze-Lieve-Vrouwe-Gasthuis
- 1759: Mollem